# Munida beani
Munida beani är en kräftdjursart. Munida beani ingår i släktet Munida och familjen trollhumrar. Inga underarter finns listade i Catalogue of Life.